# Калузька сільська рада
Калу́зька сільська́ ра́да — колишній орган місцевого самоврядування в Березнегуватському районі Миколаївської області. Адміністративний центр — село Калуга.

## Загальні відомості
- Територія ради: 59,01 км²
- Населення ради: 976 осіб (станом на 2001 рік)
- Територією ради протікає річка Висунь.

## Населені пункти
Сільській раді були підпорядковані населені пункти:
- с. Калуга
- с. Соколівка

## Склад ради
Рада складалася з 14 депутатів та голови.
- Голова ради: Канівець Анатолій Дмитрович
- Секретар ради: Якубенко Світлана Олександрівна

### Керівний склад попередніх скликань
| Прізвище, ім'я, по батькові | Основні відомості                                                                       | Дата обрання | Дата звільнення |
| --------------------------- | --------------------------------------------------------------------------------------- | ------------ | --------------- |
| Канівець Анатолій Дмитрович | Сільський голова, 1965 року народження, освіта середня спеціальна, член Народної партії | 26.03.2006   | 31.10.2010      |
| Канівець Анатолій Дмитрович | Сільський голова, 1965 року народження, освіта середня спеціальна, член Партії регіонів | 31.10.2010   |                 |

Примітка: таблиця складена за даними сайту Верховної Ради України